# Mirkowci
Mirkowci lub Mirkovci (maced. Мирковци) – wieś w północnej Macedonii Północnej, w pobliżu stolicy i największego miasta tego kraju – Skopje.
Osada wchodzi w skład gminy Czuczer-Sandewo.